# Indy 200 1998
Indy 200 1998 var ett race som var säsongspremiären för Indy Racing League 1998. Racet kördes den 24 januari på Walt Disney World Speedway. 1997 års mästare Tony Stewart tog hem segern från pole position, och inledde sitt titelförsvar på bästa möjliga sätt. Jeff Ward blev tvåa, med Davey Hamilton på tredje plats.

## Slutresultat
| Plats | Förare           | Team                   | Grid |
| ----- | ---------------- | ---------------------- | ---- |
| 1     | Tony Stewart     | Team Menard            | 1    |
| 2     | Jeff Ward        | ISM Racing             | 24   |
| 3     | Davey Hamilton   | Nienhouse Motorsports  | 6    |
| 4     | Stéphan Grégoire | Chastain Motorsports   | 15   |
| 5     | Mark Dismore     | Kelley Racing          | 22   |
| 6     | Scott Sharp      | Kelley Racing          | 20   |
| 7     | Arie Luyendyk    | Treadway Racing        | 5    |
| 8     | Mike Groff       | Byrd-Cunningham Racing | 4    |
| 9     | Sam Schmidt Jr.  | LP Racing              | 17   |
| 10    | John Paul Jr.    | PDM Racing             | 7    |
| 11    | Tyce Carlson     | Immke Racing           | 20   |
| 12    | Eliseo Salazar   | Riley & Scott Cars     | 15   |
| 13    | Kenny Bräck      | A.J. Foyt Enterprises  | 2    |
| 14    | Buzz Calkins     | Bradley Motorsports    | 10   |
| 15    | Buddy Lazier     | Hemelgarn Racing       | 8    |
| 16    | Jimmy Kite       | Team Scandia           | 28   |
| 17    | Scott Goodyear   | Panther Racing         | 21   |
| 18    | Raul Boesel      | McCormack Motorsports  | 9    |
| 19    | Brian Tyler      | Chitwood Motorsports   | 13   |
| 20    | Robbie Buhl      | Team Menard            | 14   |
| 21    | Billy Boat       | A.J. Foyt Enterprises  | 3    |
| 22    | Stan Wattles     | Metro Racing Systems   | 18   |
| 23    | Jack Miller      | Crest Racing           | 11   |
| 24    | Eddie Cheever    | Cheever Racing         | 23   |
| 25    | Greg Ray         | Knapp Motorsports      | 16   |
| 26    | Roberto Guerrero | Pagan Racing           | 6    |
| 27    | Marco Greco      | Phoenix Racing         | 25   |
| 28    | Robbie Groff     | Blueprint Racing       | 12   |